# Lucien Itsweire
Lucien Itsweire (Herzeele, 15 novembre 1880 – 17 agosto 1922) è stato un ciclista su strada francese, professionista dal 1989 al 1901 prese parte a tre edizioni della Parigi-Roubaix ottenendo come miglior risultato un terzo posto.
Probabilmente Lucien Itsweire non era il vero nome di questo ciclista ma uno pseudonimo. La cosa era frequente nei registri delle corse di inizio novecento, soprattutto quando i partecipanti provenivano da famiglie altolocate.

## Piazzamenti

### Classiche monumento
- Parigi-Roubaix

1899: 7º
1900: 4º
1901: 3º